# Мавзолей Жусупбека
Мавзолей Жусупбека (каз. Жүсіпбек кесенесі) — памятник архитектуры конца XIX века в Сузакском районе Туркестанской области Казахстана. Входит в список памятников истории и культуры местного значения Туркестанской области.

## Архитектура
Представляет собой купольный мавзолей фасадной композиции. Построен из сырцового кирпича, с наружной облицовкой жжёным кирпичом. Купол и северо-западный угол мавзолея обрушились. Фасады имеют трёхчастную разбивку настенными арками. Вход с южной стороны выделен утолщением фасадной стены, завершённой парапетом. В интерьере переход к куполу осуществлён через арочные паруса с перспективно-консольным заполнением углов. В теле стены у входа устроен лестничный подъём наверх.